# Minuartia isaurica
Minuartia isaurica är en nejlikväxtart som beskrevs av Mcneill. Minuartia isaurica ingår i släktet nörlar, och familjen nejlikväxter. Inga underarter finns listade i Catalogue of Life.